# Engystomops freibergi
Engystomops freibergi é uma espécie de anfíbio da família Leptodactylidae. Pode ser encontrada no Peru, Brasil e Bolívia.